# Родниковка (Міякинський район)
Роднико́вка (рос. Родниковка, башк. Родниковка) — село у складі Міякинського району Башкортостану, Росія. Входить до складу Міякинської сільської ради.
До 10 вересня 2007 року село називалось селище Міякинської РТС.
Населення — 841 особа (2010; 895 в 2002).
Національний склад:
- татари — 59%